# Wil Nieves
Pour les articles homonymes, voir Nieves.
Wilbert Nieves (né le 25 septembre 1977 à San Juan, Porto Rico) est un ancien receveur de baseball jouant en Ligue majeure entre 2002 et 2015.
Wil Nieves est le frère de Melvin Nieves (né en 1971) qui a joué dans la Ligue majeure au poste de voltigeur de 1992 à 1998.

## Carrière

### Padres de San Diego et Yankees de New York
Wil Nieves est drafté par les Padres de San Diego en 1995. Il joue son premier match dans les majeures avec ce club le 21 juillet 2002. Laissé sans protection après la saison, il est réclamé au ballottage par les Angels d'Anaheim. Nieves joue en ligues mineures pour cette organisation avant d'être cédé avant le début de la saison 2005 aux Yankees de New York, qui échange en retour aux Angels le lanceur Bret Prinz.
Nieves ne joue que 35 parties pour les Yankees entre 2005 et 2007. 

### Nationals de Washington
Avant la saison 2008, il signe comme agent libre un contrat avec les Nationals de Washington. Il frappe dans une moyenne au bâton de ,261 en 68 parties pour Washington en 2008, faisant marquer 20 points. En 2009, sa moyenne est de ,259 et il établit des sommets personnels de coups sûrs (58) et de points produits (26), le tout en 72 parties jouées. Appelé dans 53 matchs en 2010, sa moyenne au bâton n'est que de ,203 malgré 3 circuits, plus qu'il n'en frappe dans n'importe quelle autre saison.

### Brewers de Milwaukee
Devenu agent libre fin 2010 après sa seconde saison avec les Nationals, Nieves signe le 10 décembre un contrat d'un an avec les Brewers de Milwaukee. Il ne frappe que pour ,140 de moyenne au bâton en 20 matchs en 2011 pour Milwaukee et est rapidement remplacé par George Kottaras au poste de receveur substitut à Jonathan Lucroy. Le 27 juillet 2011, Nieves est échangé aux Braves d'Atlanta pour la somme symbolique de un dollar. Il termine 2011 dans la Ligue internationale avec les Braves de Gwinnett, le club-école AAA des Braves d'Atlanta.

### Rockies du Colorado

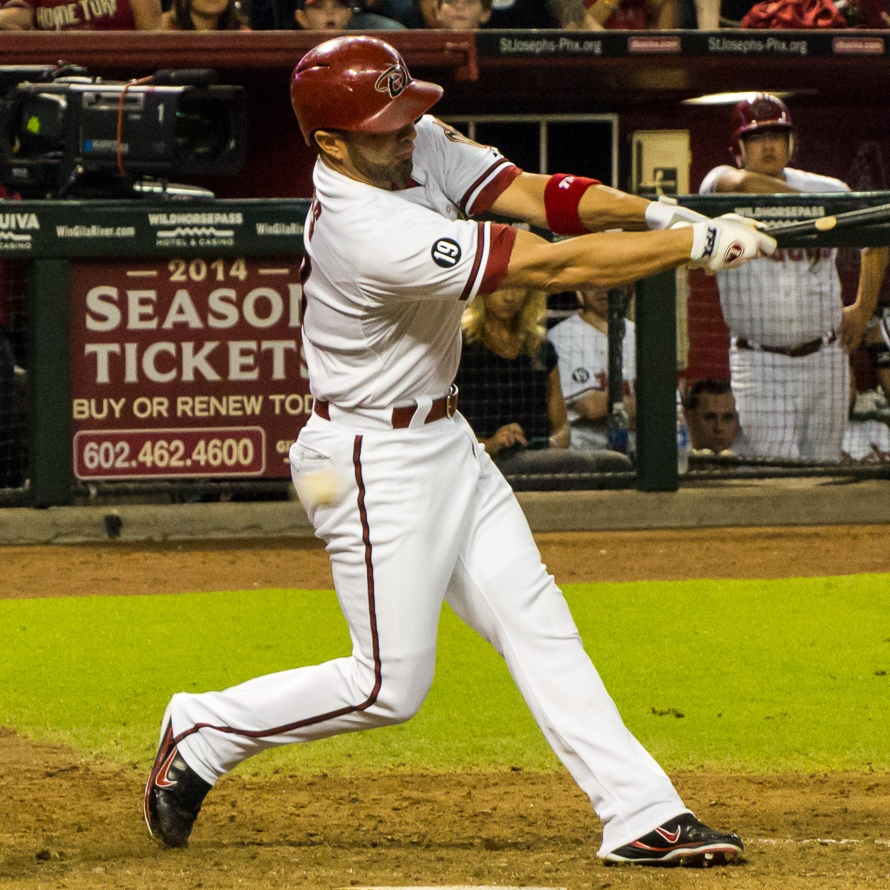
Wil Nives frappe pour les Diamondbacks en septembre 2013.

En décembre 2011, Nieves rejoint les Rockies du Colorado. Il ne joue que 16 matchs pour les Rockies en 2012, frappant 14 coups sûrs. Le 6 août, il est réclamé au ballottage par les Diamondbacks de l'Arizona. 

### Diamondbacks de l'Arizona
Il dispute 16 parties avec Arizona pour compléter 2012 avec un circuit, six points produits et une moyenne au bâton de ,303 pour ces deux clubs, puis est de retour avec les Diamondbacks en 2013. En 2013, il frappe pour ,297 en 71 matchs des D-Backs, avec un circuit et 22 points produits. Il égale son sommet personnel de coups sûrs en une saison avec 58, le même total qu'en 2009 pour Washington, et il réussit un nouveau record personnel de 11 doubles en une année.

### Phillies de Philadelphie
En décembre 2013, Nieves rejoint les Phillies de Philadelphie. Il maintient une moyenne au bâton de ,254 avec un circuit en 36 parties des Phillies en 2014.

### Padres de San Diego
Avant la saison 2015, il signe un contrat des ligues mineures avec sa première équipe, les Padres de San Diego. Il redevient agent libre le 6 mai 2015 après seulement 6 matchs joués pour San Diego.

### Braves d'Atlanta
Le 12 mai 2015, Nieves décroche un contrat avec les Braves d'Atlanta.